# Erik Bosgraaf
Erik Bosgraaf (Drachten, Frísia, 9 de maio de 1980) é um flautista e musicologista holandês. Foi galhardeado em 2011 com o  Nederlandse Muziekprijs, a mais alta distinção atribuída a um músico a trabalhar nos Países Baixos, na área da música clássica. Outras distinções incluem o prémio Borletti-Buitoni Trust, em 2009.

## Início de carreira
Bosgraaf completou o Mestrado em Arte em Musicologia em 2006, na Universidade de Utrecht. Em 2007, sob a supervisão de Thiemo Wind, lançou um triplo álbum com a obra integral do compositor holandês Jacob van Eyck (1589-1657), uma coleção que obteve um sucesso comercial surpreendente, vendendo acima de 25,000 cópias. Na época 2011-12 foi nomeado pelo Concertgebouw (Amesterdão) e pelo Paleis voor Schone Kunsten (Bruxelas), através da organização alemão ECHO para fazer parte da série Rising Stars, um ciclo que percorre as principais salas de concerto europeias.

## Ensemble Cordevento
Em 2005 Erik Bosgraaf, Izhar Elias (guitarra) e Alessandro Piano (cravo) fundaram o Ensemble Cordevento. O trio focou-se a princípio na música do século XVII e em repertório de inspiração folk. A partir de 2008 o ensemble começou a apresentar-se também em formação orquestra barroca, alargando-se assim ao repertório do século XVIII. Surge desta forma o primeiro álbum do ensemble, em 2009, dedicado aos concertos para flauta de bisel de António Vivaldi. O segundo álbum seria lançado em 2011, com transcrições de concertos de Johann Sebastian Bach. Em 2012 o grupo lançou o seu terceiro álbum, intitulado La Monarcha e em 2013 o quarto e mais recente álbum, As quatro estações de Antonio Vivaldi. Todos os álbuns do Ensemble Cordevento foram lançados através da editora Brilliant Classics.

## Prémios
- Prémio Gouden Viooltje, 2014[7]
- Prémio Nederlandse Muziekprijs, 2011
- Prémio Borletti-Buitoni Trust, 2009 [3]

## Discografia
- ‘Adriana. Her Portrait, Her Life, Her Music’ (2023) book by musicologist Thiemo Wind with 31 songs
- Loevendie and Bosgraaf: Nachklang - Reflex - Dance - Improvisations (Brilliant Classics 95906), 2018
- Telemann: The Trio Sonatas for Recorder, Violin & Basso Continuo (Berlin Classics 0301006BC), 2017
- Ernst Reijseger: Walking Out, soundtrack for the movie by Andrew & Alex Smith (Winter & Winter), 2017
- Telemann: The Double Concertos with Recorder, Cordevento (Brilliant Classics 95249), 2016
- Telemann: Complete Suites and Concertos for Recorder, Cordevento (Brilliant Classics 95248), 2016
- Ernst Reijseger: Salt & Fire, soundtrack for the movie by Werner Herzog (Winter & Winter, 2016)
- Willem Jeths: Recorder Concerto (Challenge Records CC 72693), 2015
- Telemann: The Recorder Sonatas (Brilliant Classics 95247), 2015
- Pierre Boulez, Tamminga/Bosgraaf: Dialogues, Dialogues de l'ombre double (Brilliant Classics 94842), 2015
- Vivaldi: The Four Seasons, Cordevento (Brilliant Classics 94637), 2013, re-release on LP 2015
- Hotel Terminus, met Saxophonist Yuri Honing (Brilliant Classics 9418), 2013
- La Monarcha, 17th centrury music from the Spanish territories, Cordevento (Brilliant Classics, 94252), 2012
- Bach: Concerti, Cordevento (Brilliant Classics 94296), 2011
- Vivaldi: Recorder Concertos, Cordevento (Brilliant Classics 93804), 2009
- Handel: The Recorder Sonatas (Brilliant Classics 93792), 2008
- Telemann: Twelve Fantasias, Bach: Partita (Brilliant Classics 93757), 2008
- Van Eyck: Der Fluyten Lust-hof (3-CD-set, Brilliant Classics 93391), 2007
- Big Eye, movies & music (CD & DVD, Phenom Records PH0713), 2007
- Telemann:  Chamber Music with Recorder (Brilliant Classics 97411), 2025

En música di pelícola de Ernst Reijseger:
- Werner Herzog: Salt_and_Fire (premiered in Shanghai, 2016): https://www.imdb.com/title/tt4441150/
- Alex & Andrew Smith: Walking_Out (2017): https://www.imdb.com/title/tt5420886/?ref_=fn_al_tt_1
- Werner Herzog: Nomad: in the footsteps of Bruce Chatwin (premiered in New York, 2019): https://www.imdb.com/title/tt10011296/?ref_=nv_sr_1?ref_=nv_sr_1
- Werner Herzog: Family Romance, LLC (premiered in Cannes, 2019): https://www.imdb.com/title/tt10208194/